# Санкт-Петербургская государственная библиотека для слепых и слабовидящих

Санкт-Петербу́ргская госуда́рственная специа́льная центра́льная библиоте́ка для слепы́х и слабови́дящих (официальное название – Санкт-Петербургское государственное бюджетное учреждение культуры «Государственная специальная центральная библиотека для слепых и слабовидящих», сокращённо – СПб ГБУК ГСЦБС, неофициальное название — библиотека «Точки зрения») – одна из крупнейших специализированных библиотек в России. Является важным социально-культурным объектом, единственной специальной библиотекой в Санкт-Петербурге и Ленинградской области, обслуживающей все категории людей с проблемами зрения и ограниченными возможностями здоровья. Выполняет функции научно-методического центра для библиотек Северо-Западного региона и учреждений культуры Санкт-Петербурга по вопросам обслуживания людей с ограниченными возможностями здоровья. В частности, при участии специалистов библиотеки адаптацию ряда экспозиций под нужды незрячих посетителей провели Государственный музей-памятник «Исаакиевский собор», Государственный мемориальный музей А.В. Суворова, Музей подводных сил России имени А.И. Маринеско, ГМЗ «Гатчина», ГМЗ «Царское Село», Государственный Музей городской скульптуры и другие музеи Санкт-Петербурга.

Главное здание Санкт-Петербургской государственной библиотеки для слепых и слабовидящих на Стрельнинской улице дом 11

Основана в 1927 году. Фонды библиотеки насчитывают более 600 000 единиц хранения, включая плоскопечатные книги и брошюры (ППШ), плоскопечатные издания, напечатанные укрупненным шрифтом для слабовидящих, литературу, изданную рельефно-точечным шрифтом Брайля (РТШ), рельефно-графические пособия, электронные ресурсы, тактильные издания, видеоматериалы, грамзаписи, периодические издания (плоскопечатные журналы и журналы, набранные рельефно-точечным шрифтом Брайля), «говорящие» книги (издания на аудиокассетах, компакт-дисках), нотные издания РТШ
Ежегодно библиотека обслуживает более 14 тысяч читателей.
Санкт-Петербургская государственная библиотека для слепых и слабовидящих располагает собственным издательским отделом и звукозаписывающей студией, выпускающими специализированные текстовые, тактильные, графические и аудио материалы различной тематики для слепых и слабовидящих.[значимость факта?]
Библиотека ведёт активную проектную деятельность, включающую организацию и проведение тематических выставок, концертов, лекций, мастер-классов, конкурсов, фестивалей, тематических акций, участниками которых становятся не только люди с ограниченными возможностями здоровья, но и все желающие.[значимость факта?]
Является членом Международной Федерации библиотечных ассоциаций и учреждений (ИФЛА).[значимость факта?]
Ежегодно библиотека принимает участие в Санкт-Петербургском международном культурном форуме, а также в акциях «Библионочь» и «Ночь музеев».[значимость факта?]

## История библиотеки
История Санкт-Петербургской государственной библиотеки для слепых и слабовидящих начинается с января 1927 года, когда согласно постановлению Петросовета в дом №11 по Стрельнинской улице переехал Центральный клуб слепых Ленинграда, при котором была открыта библиотека (ранее он занимал помещения в доме №12 по Чкаловскому проспекту). Клуб относился к Ленинградскому губернскому отделу Общества слепых. Основу фонда библиотеки составили издания, переданные из фондов Российской Публичной библиотеки, Библиотеки Академии Наук и библиотек первичных организаций Всероссийского общества слепых. Это, а также тот факт, что до 1918 года здание №9–11 по Стрельнинской улице занимал Дом трудолюбия Петровского общества вспоможения бедным прихода Введенской церкви, имевшее отделение для незрячих детей, позволяют утверждать, что нынешняя библиотека является правопреемницей библиотек учреждений для слепых Российской империи.
С момента открытия библиотека обслуживала 600 читателей. Фонд насчитывал 5 тысяч томов изданий рельефно-точечного шрифта.
В 1927 году Центральный клуб слепых Ленинграда был переименован в Дом просвещения слепых, а вскоре ему присвоили имя В.А. Шелгунова – петербургского рабочего, участника революционного движения в 1890–1910-х годах.
В годы Великой Отечественной войны, в период Блокады Ленинграда, библиотека, как и Дом просвещения, не прекращала своей работы. В их помещениях разместились цех по вязке маскировочных сетей, бумажная мастерская, где резали бумагу и делали по трафарету конверты, обувная мастерская, где изготовлялись тапочки для раненых, щеточная и швейная мастерские, выпускающие парусиновые рукавицы для фронта и бойцов МПВО. За самоотверженный труд по защите города 83 незрячих ленинградца были удостоены медали «За оборону Ленинграда».
Стимулом к развитию библиотеки как самостоятельного учреждения явилась публикация Постановления Совета министров РСФСР от 17 января 1953 №42 «О мероприятиях по улучшению культурно-бытового обслуживания слепых», в котором, в частности, предписывалось в 1953–1954 годах организовать в областных центрах специальные библиотеки для слепых.
В 1956 году для размещения фондов библиотеки был предоставлен один этаж дома №20 на улице Ленина, а к 1961 году относится выход библиотеки из ведения Всероссийского общества слепых и переход в подчинение Ленгорсовета.

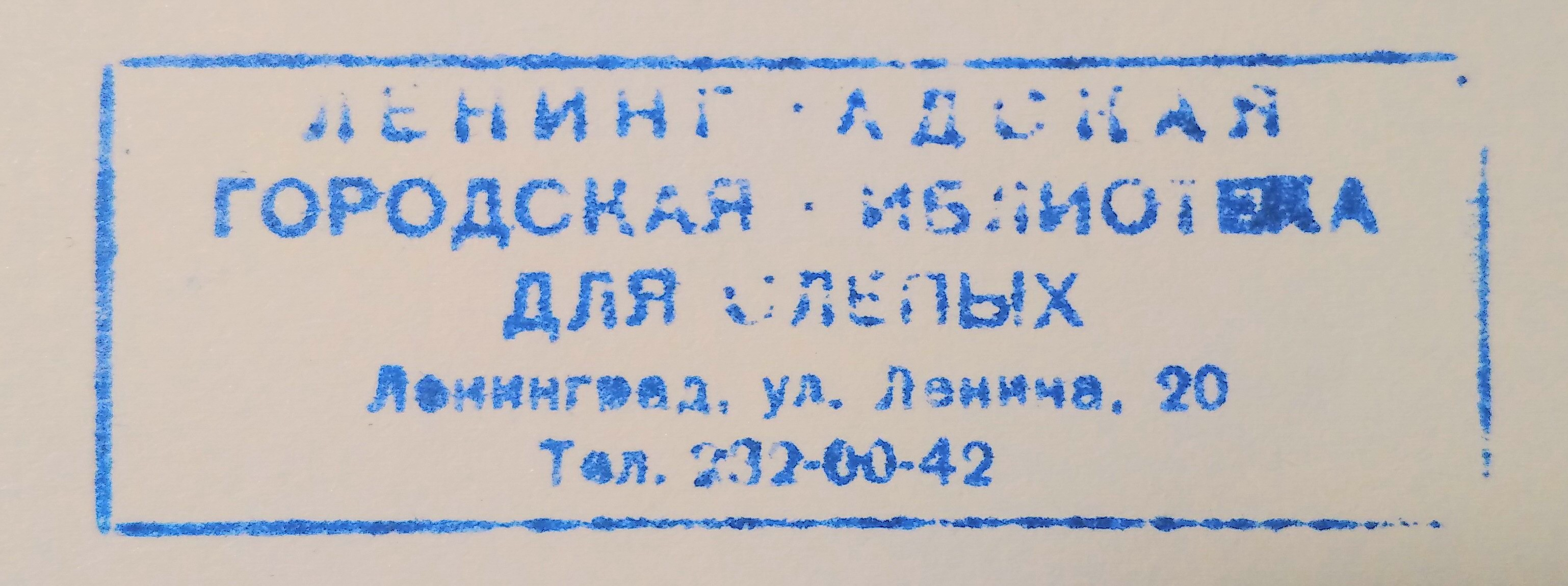
Печать Ленинградской городской библиотеки для слепых

В 1960-е годы на Житомирской улице дом №8 (ныне ул. Шамшева) было возведено новое здание Дома просвещения (ныне – Дом культуры имени В.А. Шелгунова), открытое в 1968 году, куда были переведены некоторые фонды библиотеки, насчитывающие порядка 100 тысяч книг.
В 1971 году произошло расширение деятельность библиотеки в связи с переводом в неё читателей брайлевского сектора Государственной публичной библиотеки имени Салтыкова-Щедрина.
В конце 1980-х годов библиотеке был возвращён дом №11 на Стрельнинской улице, куда частично были перемещены фонды и структурные подразделения библиотеки.
На сегодняшний день, фонды и отделы библиотеки занимают несколько корпусов на соседних улицах в Петроградском районе Санкт-Петербурга: ул. Стрельнинская д. 11, ул. Шамшева д. 8, ул. Ленина д. 20.

### Исторический корпус на Стрельнинской д. 9–11
В 1872 году в честь 200-летия со дня рождения императора Петра I в Санкт-Петербурге при храме Введения Пресвятой Богородицы на Петербургской стороне было создано Петровское общество вспоможения бедным, оказавшееся в 1890 году под попечением великой княгини Елизаветы Феодоровны. В 1879 году члены Совета Петровского общества купец А. И. Кашинцев и его жена пожертвовали участок земли на Стрельнинской улице и 30 000 рублей для возведения на нём здания для нужд Общества. Новый каменный трёхэтажный дом был построен по проекту архитекторов А. А. Зографа и А. И. Аккермана и освящён 22 октября 1881 года (ул. Стрельнинская д.11). В нём расположились приют и богадельня.

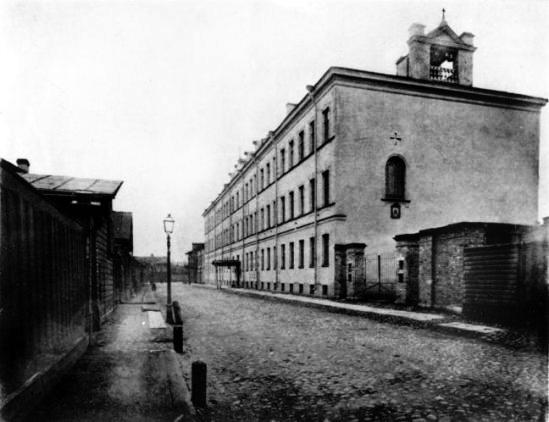
Дом трудолюбия Петровского общества вспоможения бедным прихода Введенской церкви на Стрельнинской улице дом 11

В последующие годы на средства вдовы полковника Лисенкова, Александры Александровны, Петровское общество приобрело ещё два соседних земельных участка, на которых в 1889 году начали строительство каменного здания по проекту архитектора В. А. Лучинского (ул. Стельнинская д.11). Тогда же частная благотворительница Ольга Ивановна Дубышева передала 15 000 руб. на устройство в новом здании домовой церкви в ознаменование спасения императора Александра III с семьёй при крушении поезда в Борках 17 октября 1888 году. Вместе с пожертвованиями других лиц эти средства позволили богато украсить двусветный храм на втором этаже по эскизам, составленным гражданским инженером С. И. Андреевым.
Убранство храма украсили, в том числе, иконы и религиозная живопись таких мастеров как М.П. Клодт, М.Л. Щербаков, М.Е. Малышев, Е.Е. Волков, В.П. Худояров. Известно, что эскиз образа Спаса Нерукотворного для новой домовой церкви разработал сам И.Е. Репин, а В.М. Васнецов передал копию своей известной «Божией Матери с Предвечным Младенцем», оригинал которой находился во Владимирском соборе в Киеве. Храм был украшен резным одноярусным иконостасом по рисункам И.П. Ропета.

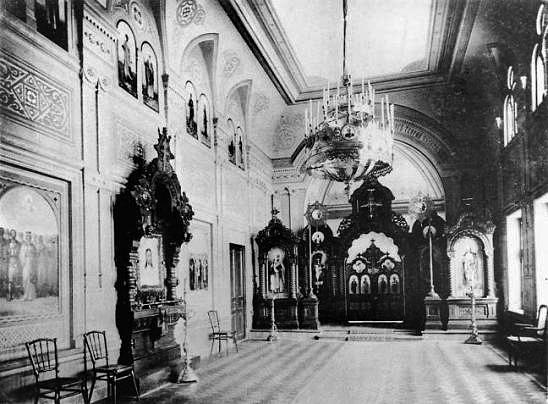
Интерьеры храма св. благ. кн. Александра Невского при Доме трудолюбия Петровского общества вспоможения бедным

Освящения храма в честь святого благоверного князя Александра Невского состоялось 11 октября 1890 года. Чин освящения возглавил викарий Санкт-Петербургской епархии епископ Выборгский Антоний (Вадковский). В богослужении принял участие протоиерей Иоанн Сергиев (Иоанн Кронштадтский). Через несколько дней в здании был открыт Дом трудолюбия, при котором создали и отделение для малолетних незрячих воспитанников.
В 1918 году Петровское Общество вспоможения бедным было закрыто. Храм закрыли в январе 1922 года, а в октябре 1925 года ликвидировали окончательно. Помещение храма использовалось под музыкальную школу для слепых.
Сегодня в помещении домовой церкви располагается конференц-зал библиотеки, который также используется для проведения музыкальных концертов и других мероприятий.

## Библиотека сегодня
На 2022 год Санкт-Петербургская государственная специальная центральная библиотека для слепых и слабовидящих является одной из крупнейших специальных библиотек России. Фонд библиотеки составляет более 600 тысяч единиц хранения. Ежегодно библиотека обслуживает свыше 14 тысяч читателей. СПб ГБУК «ГСЦБС» предоставляет своим читателям доступ к электронному каталогу, библиографическим и полнотекстовым базам данных, в том числе и через сайт библиотеки.
Библиотека обладает редчайшим книжным фондом по таким направлениям как тифлопедагогика, офтальмология, социология и реабилитология. Кроме этого, ценным фондом библиотеки является коллекция нотных изданий, набранных шрифтом Брайля (всего 7 000 нотных изданий).
Ежегодно в библиотеке проходят научные конференции, круглые столы, семинары для сотрудников различных учреждений культуры и образования. Библиотека принимает коллег из специальных библиотек России и зарубежных стран.
Партнерами библиотеки в реализации многочисленных проектов являются коррекционные школы, дошкольные образовательные учреждения, университеты, музеи и другие региональные и федеральные организации.
Библиотека имеет отделы обслуживания на предприятиях Всероссийского общества слепых, расположенных на территории Санкт-Петербурга и Ленинградской области.
Сегодня библиотека обслуживает людей с различными проблемами здоровья (незрячих, неслышащих, выполняет функции методического и консультационного центра для специальных библиотек Северо-Западного Федерального округа, публичных библиотек Санкт-Петербурга, а также музеев и театров различных регионов.

### Инклюзивное пространство библиотеки
В марте 2021 года после двухлетнего капитального ремонта было открыто уникальное инклюзивное пространство, предоставляющее весь спектр информационных услуг для жителей и гостей города, в том числе с различными проблемами здоровья.
Инклюзивное пространство (700 квадратных метров) обеспечено условиями физической доступности и состоит из 8 залов с открытым фондом литературы в различных форматах, сенсорными устройствами и развивающими программами для детей, цифровым пианино, а также зала с современным доступным для людей с различными проблемами здоровья техническим оборудованием и программным обеспечением.

В каждом зале есть индивидуальные места для чтения и работы.

Фотографии инклюзивного пространства библиотеки
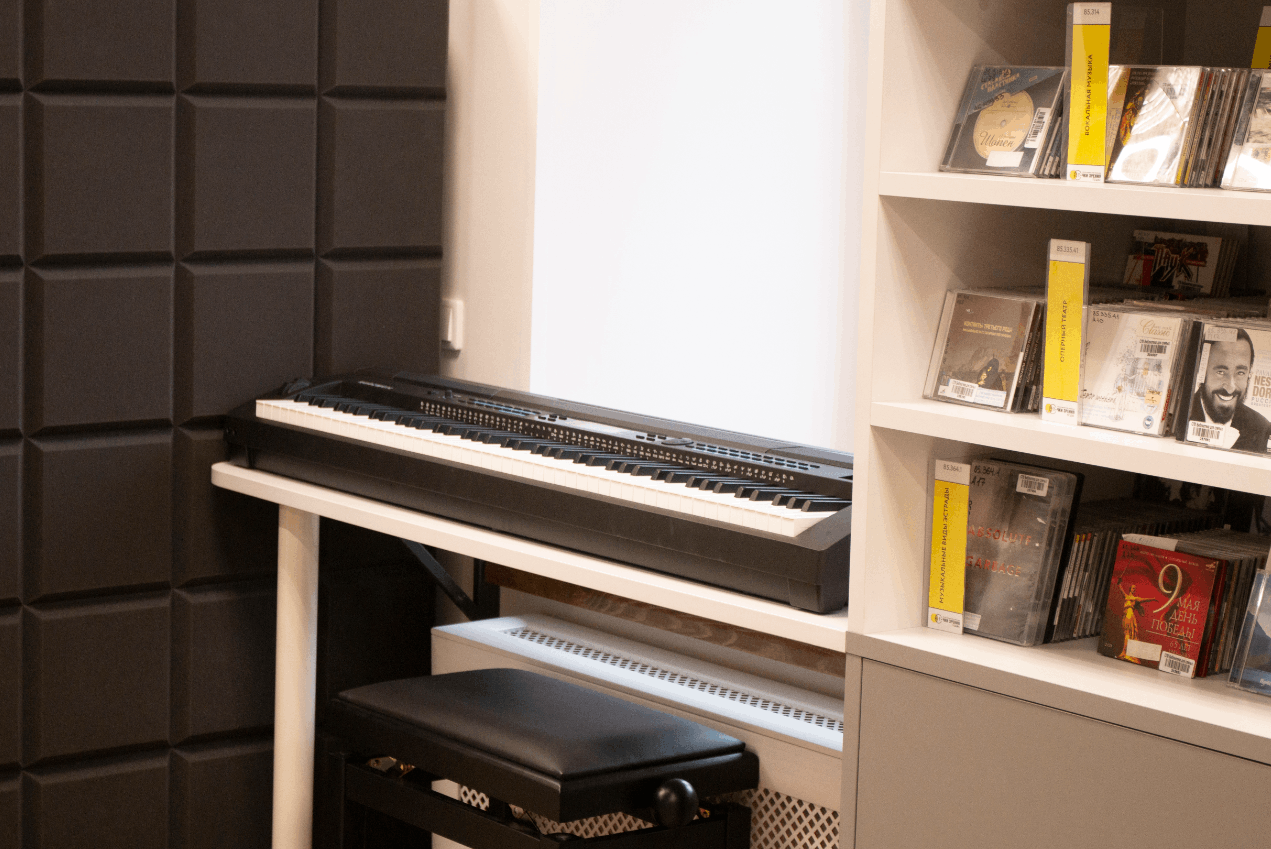
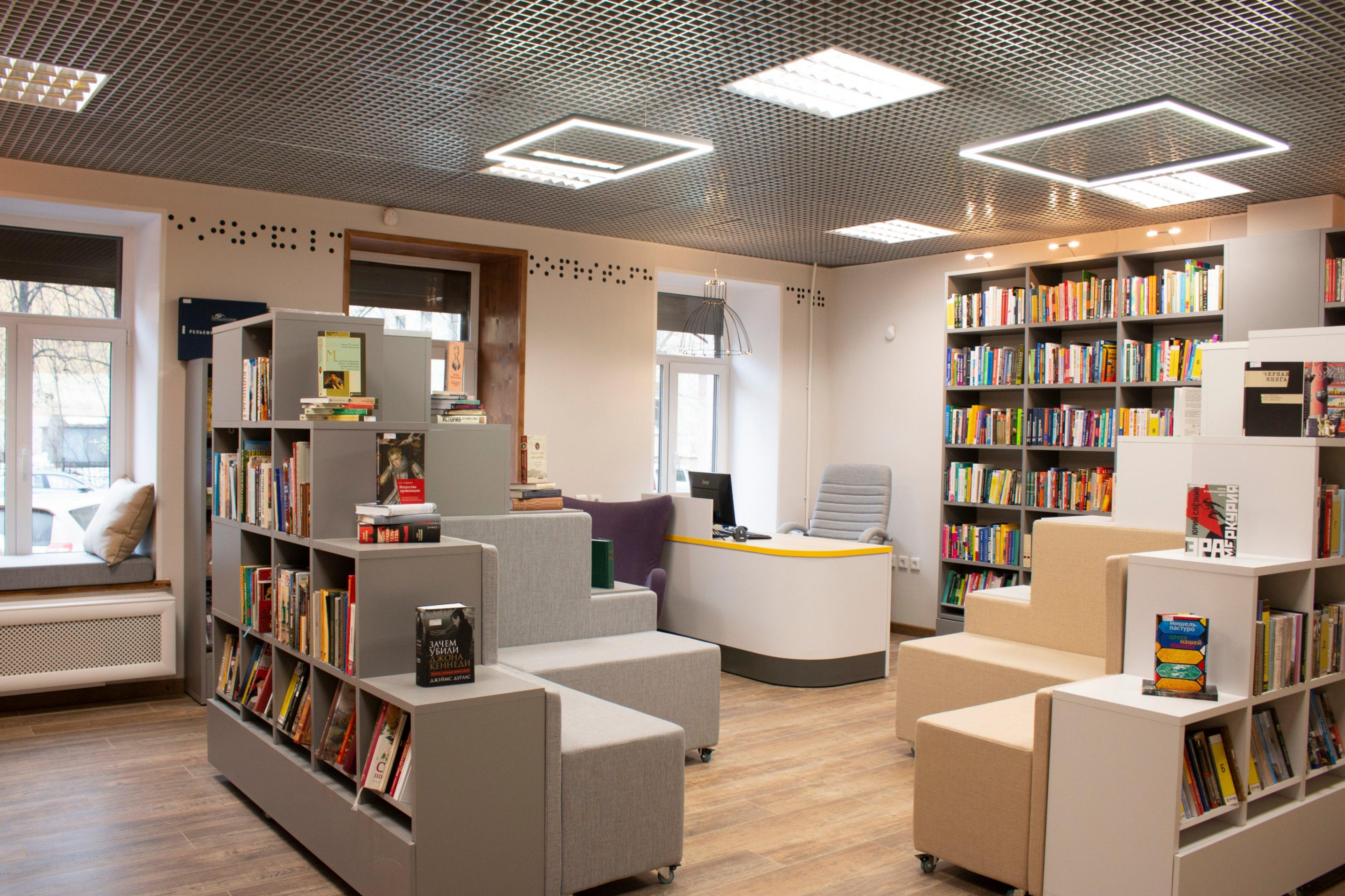
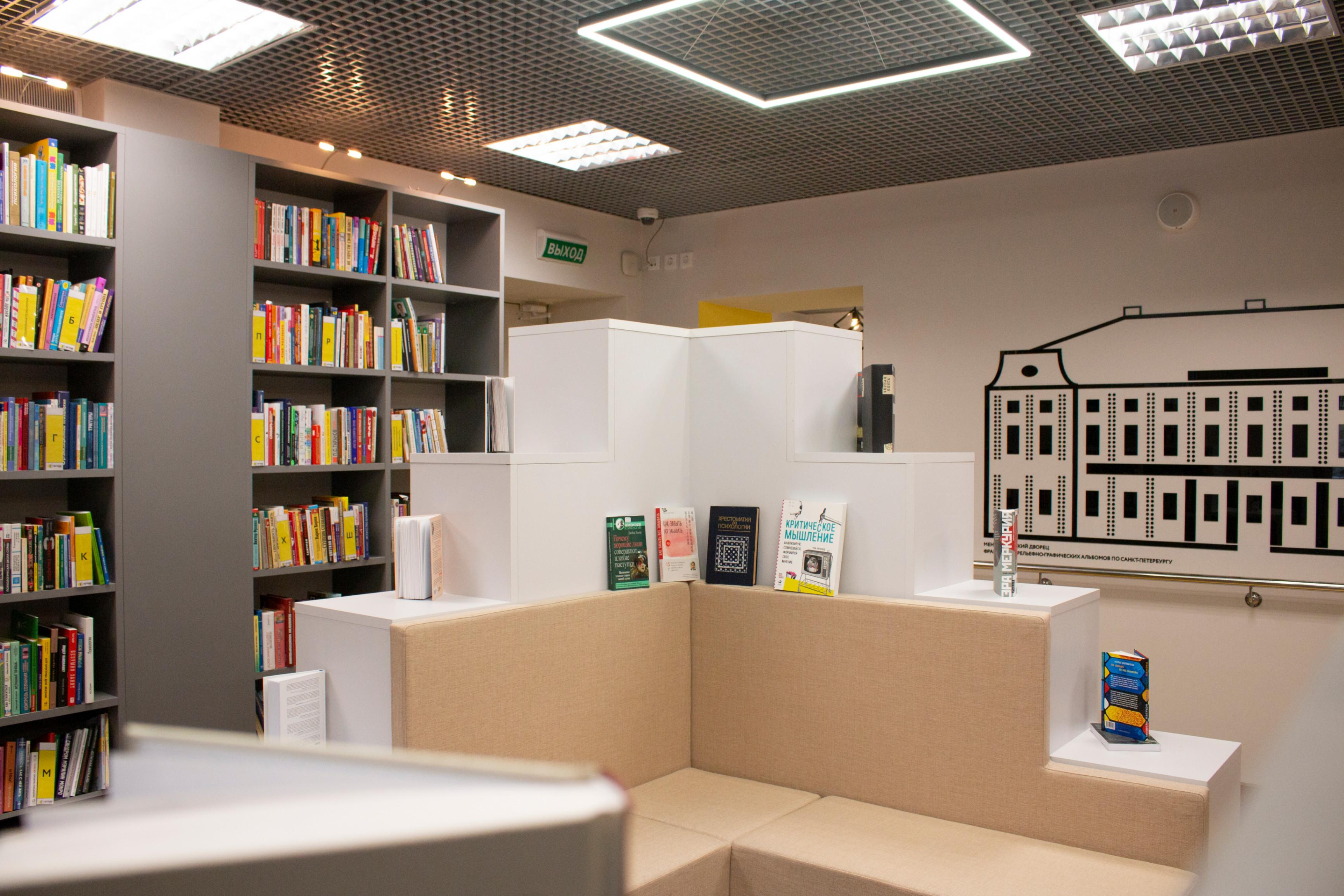
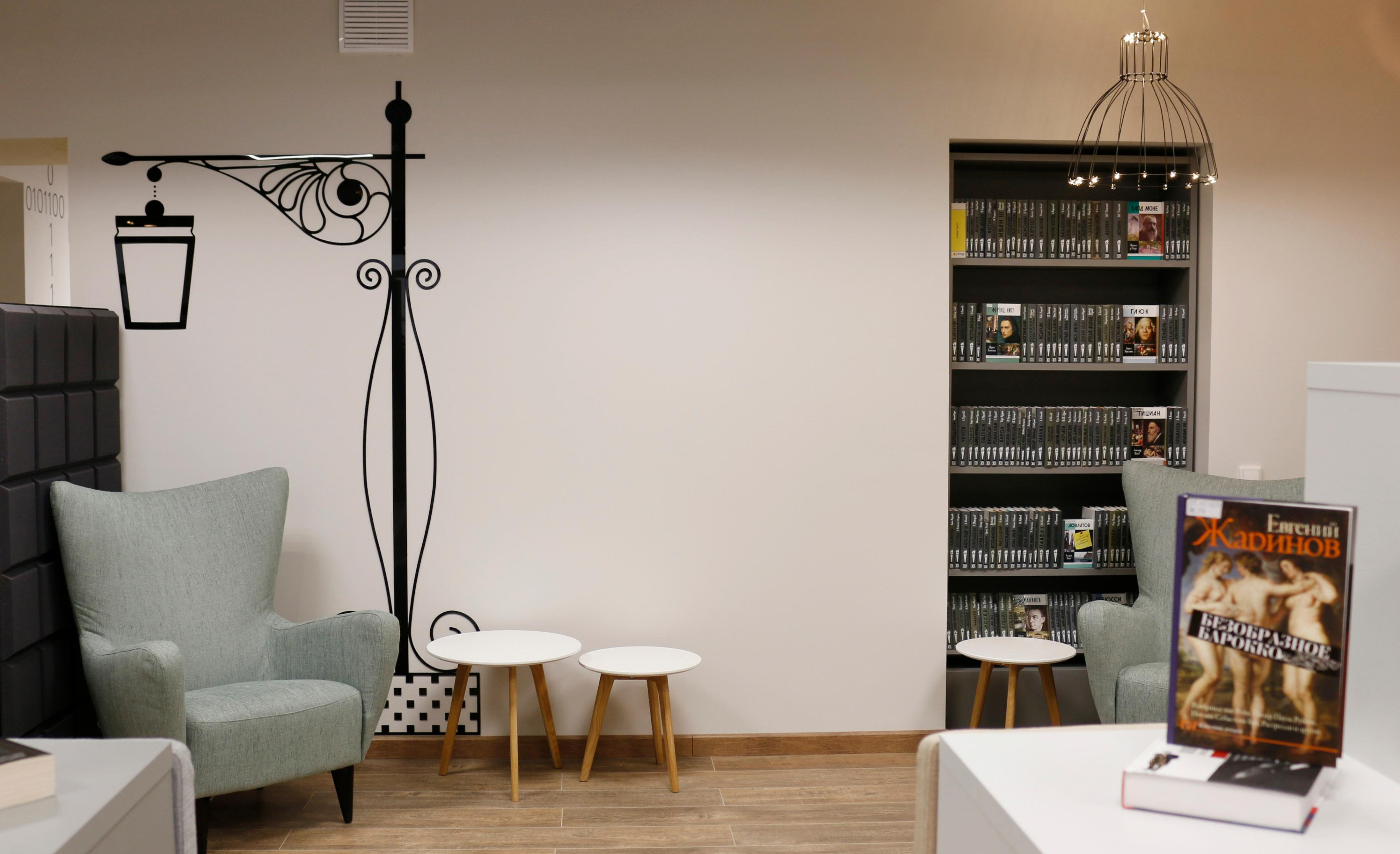
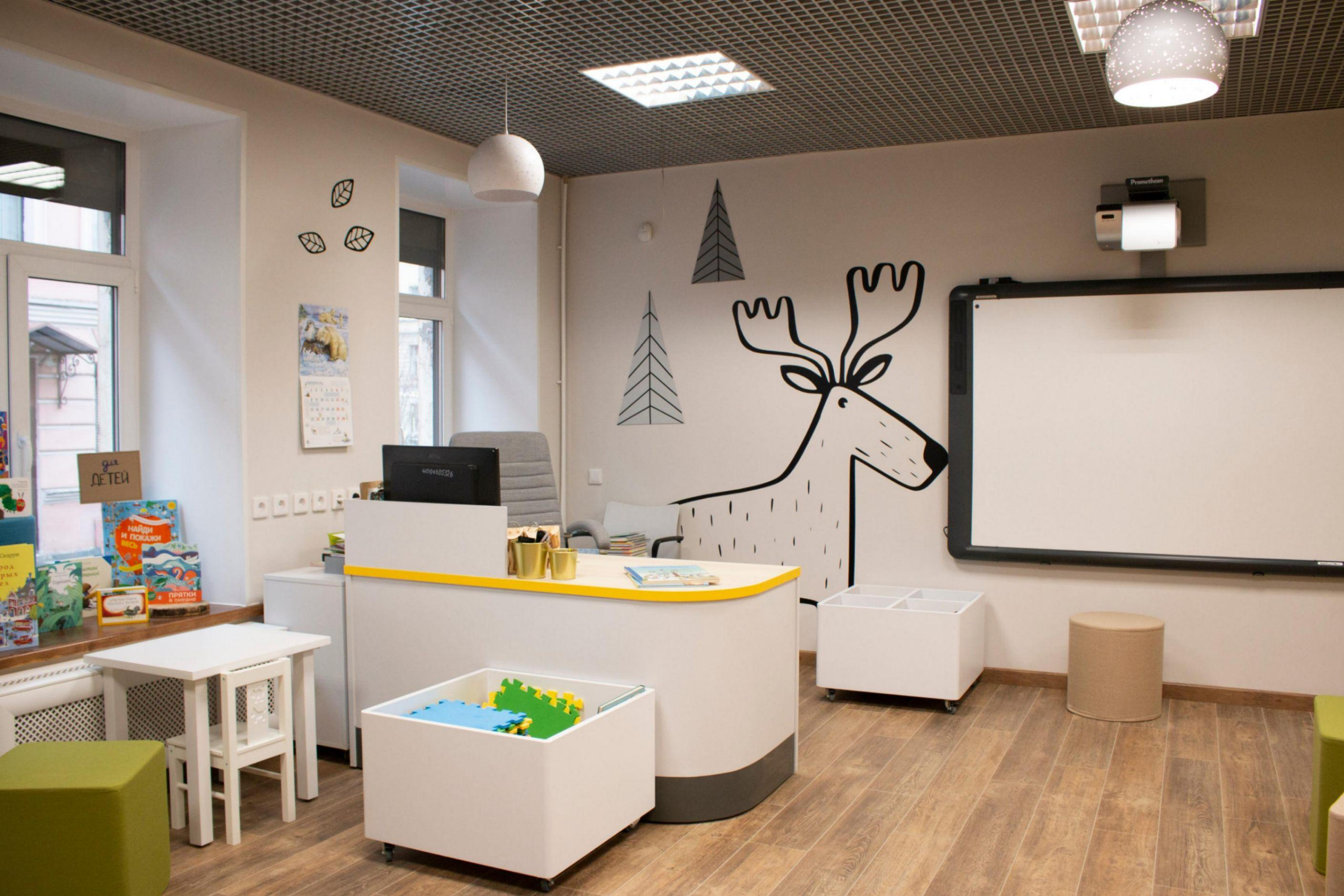
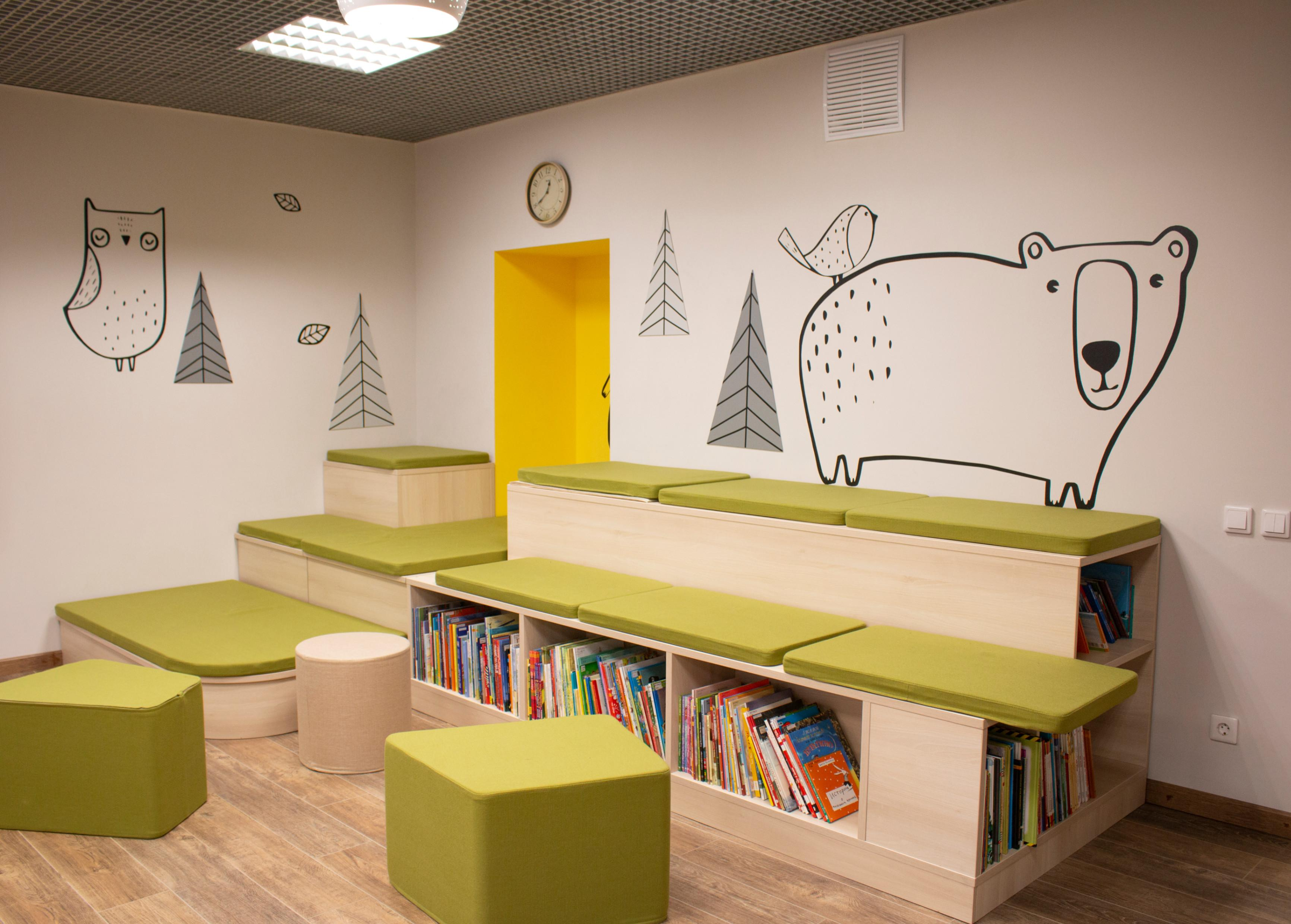

#### Описание залов
Залы художественной литературы – представлены издания библиотеки в различных форматах, в т.ч. с укрупненным шрифтом для людей с ослабленным зрением, а также книги, напечатанные обычным (плоскопечатным) шрифтом для всех желающих.
Детский отдел – зал с уникальными тактильными книгами для незрячих детей, изданиями для маленьких читателей, не владеющих средствами вербальной коммуникации, для детей, имеющих расстройства аутистического спектра. В зале представлено специальное оборудование – игровой компьютер с более 100 игровыми развивающими программами для детей с различными проблемами здоровья; устройства для самостоятельных занятий ребенка, разработанные по системе Монтессори.
Открытый фонд тактильных изданий – зал со свободным доступом к специальным изданиям, напечатанным рельефно-точечным шрифтом Брайля, многоформатным альбомам, адаптированным 3D-моделям архитектурных памятников Санкт-Петербурга.
Аудиозал – зал с аудиоизданиями («говорящими» книгами на кассетах и флэш-картах, дисками), нотами, напечатанными шрифтом Брайля, пластинками и зонами для прослушивания, оборудованными шумоподавляющими панелями. В зале для пользователей располагается цифровое пианино.
Зал научно-популярной литературы – зал литературы по истории, психологии, страноведению, в т.ч. многоформатные издания с рельефно-графическими иллюстрациями, укрупненным шрифтом и рельефно-точечным шрифтом Брайля.
Зал литературы по искусству – издания, посвященные искусству, в т.ч. альбомы, содержащие цветные прототипированные иллюстрации и позволяющие в полном объёме передать оригинальную версию произведений искусств.
Технохаб – компьютерный зал с уникальным оборудованием и программным обеспечением: 3D-принтер, 3D-сканер, рабочие места, оборудованные брайлевской строкой, программами экранного доступа JAWS и NVDA и адаптированной рабочей средой Dolphin Guide для незрячих, программным обеспечением Adobe Creative Cloud.
Коворкинг – место для коммуникации различных групп пользователей, пространство для работы и учёбы. Для проведения собственного мероприятия, деловой встречи необходимо забронировать пространство.

## Фонд редкой книги
Достоянием библиотеки является Фонд редкой книги, представляющий уникальное собрание произведений печати, имеющих научное и историко-культурное значение в области развития и становления отечественной и зарубежной тифлопедагогики и тифлопсихологии, а также истории книгопечатания для слепых в России и за рубежом.

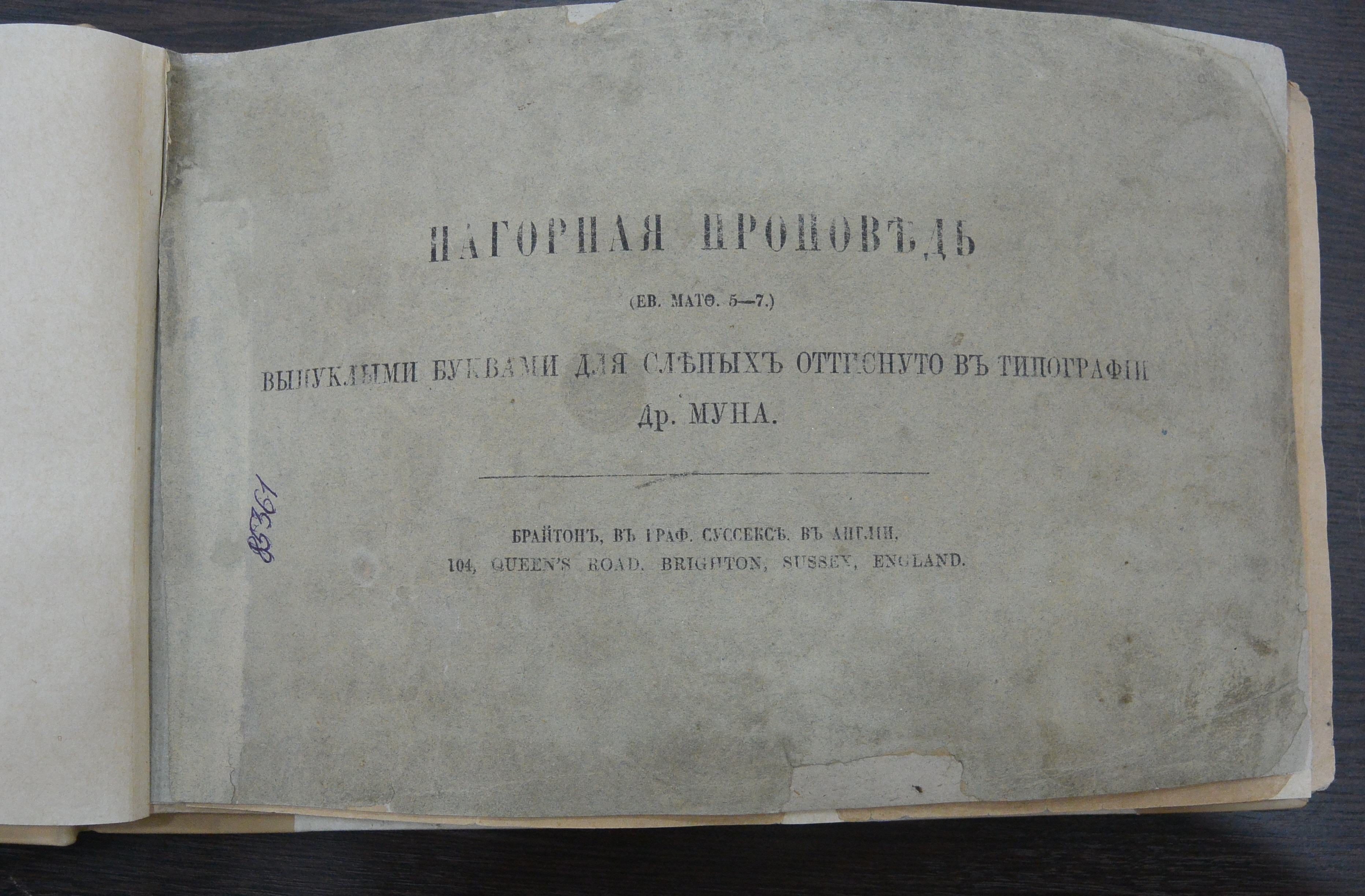
Издание XIX века Нагорной проповеди, набранное объёмным шрифтом Муна, из коллекции Фонда редкой книги СПб ГБУК ГБСС

Фонд включает 909 изданий, выпущенных с 1825 по 1956 год и содержит коллекцию книг XIX–XX веков, включающую плоскопечатные издания (линейный текст) и рельефные издания (выполненные рельефным унциалом или рельефно-линейным шрифтом (выпуклым), созданные вручную или типографским способами.
На сегодняшний день в фонде хранится:
- 742 тома: 111 книг и 631 периодические издания («Жизнь слепых», «Путь восовца», «Слепые на соцстройке»)
- 167 томов плоскопечатных изданий, написанных обычным шрифтом (кириллическим или латинским) с 1855 по 1947 год

Состав фонда включает также старейшие издания первых типографий, печатающих рельефно-точечным шрифтом (типография Ю.Штауфа, типография Института слепых в Санкт-Петербурге), первые книги для слепых, созданные вручную, первые учебные пособия для обучения слепых в школах.

Издания XIX века для слепых из коллекции Фонда редкой книги СПб ГБУК ГБСС

Среди уникальных изданий – рельефные книги, выполненные вручную (самая старая книга датируется 1825 годом), рельефные издания, напечатанные шрифтом унциал доктора медицины А.И. Скребицкого, шрифтом Муна, книги, игольчатым шрифтом Кляйна.
К редчайшим изданиям относятся рельефные географические карты Европы XIX века, изготовленные Мартином Кунцем, а также первая книга, написанная шрифтом Брайля на русском языке, ученицей А.И. Скребицкого – Анной Адлер в 1885 году с автографом автора.
Большая часть фонда задействована в постоянной выставочной работе по различным направлениям: история письма, история специального письма для слепых и слабовидящих, изменение шрифта и эволюция книгопечатания. Часть редкого фонда используется для постоянной выставки об истории книгоиздания для слепых (Малый конференц-зал на Стрельнинской).
Издания из фонда доступны для научной работы.

## Издательский отдел библиотеки
Особенностью библиотеки является наличие собственного издательского отдела. Он был создан в 1995 году, а в 2008 году получил лицензию на воспроизведение и изготовление аудиовизуальных произведений и фонограмм, имеет звукозаписывающие студии.
Отдел выпускает книги, напечатанные укрупненным шрифтом, многоформатные издания и издания в альтернативных форматах, в том числе:
- рельефно-графические пособия
- книги и ноты рельефно-точечного шрифта (РТШ)
- «говорящие» книги на разных носителях (в форматах MP3, DAISY, LKF на компакт-дисках и флешкартах)
- тактильные книги-игрушки для слепых детей

Тематика изданий разнообразна: произведения классической и современной литературы, поэтические сборники, книги по культуре и искусству, научно-популярные и детские, а также методические и учебные пособия.
За 2017 год Издательский отдел библиотеки выпустил около 250 наименований общим тиражом свыше 1700 экземпляров. Кроме того, отдел изготовляет книги под заказ и проводит консультации по выпуску изданий в альтернативных форматах для специалистов сторонних организаций.

Примеры разноформатных изданий библиотеки
Пособие «Космос.Солнечная система» в рельефно-графическом формате
Разворот многоформатного альбома «Щелкунчик»
Многоформатный альбом «Италия. Излюбленный солнцем, пленительный край…»
Рельефно-графический альбом по истории архитектуры Санкт-Петербурга
Прототипированная иллюстрация «Банковский мост»
Аудиоиздание «Нобелевские лекции и речи»